# Скляний замок
«Скляний замок» (фр. Le Château de verre) — чорно-білий кінофільм режисера Рене Клемана, що вийшов у 1950 році. Екранізація роману австрійської письменниці Вікі Баум «Хіба знаєш?».

## Сюжет
Евелін (Мішель Морган) — дружина берлінського судді. Ремі (Жан Маре) — агент французької компанії, що майже живе у відрядженнях. Вони познайомилися в Італії, і Ремі відразу зрозумів, що зустрів своє кохання. Але у неї чоловік, а у нього — подруга. Закохані вирішують зустрітися у Франції після майбутніх з ними пояснень. Низка обставин примушує Евелін відмовитися від своїх намірів і вона вирішує признатися у всьому чоловікові. Все ж кохання приводить її в Париж до Ремі. Вони знову разом, але Евелін все ще у шлюбі. І вона знову збирається до Італію, щоб розлучитися з чоловіком. Але спізнюється на потяг і сідає на літак.

## В ролях
| Актор             | Роль                             |
| ----------------- | -------------------------------- |
| Мішель Морган     | Евелін Лорін-Бертал              |
| Жан Маре          | Ремі Марсей                      |
| Жан Серве         | Лоран Бертал (французька версія) |
| Фоско Джакетті    | Лоран Бертал (італійська версія) |
| Еліза Чегані      | Єлена                            |
| Еліна Лабурдетт   | Маріон                           |
| Джованна Галлетті | Луїз Морель                      |
| Андре Карнеж      | секретар                         |
| Роже Дальфін      | Марсель                          |

## Зйомки
Зйомки тривали два місяці: з 3 липня 1950 до 9 вересня 1950 року.

## Прем'єри
Прем'єра фільму відбулася 16 грудня 1950 року у Франції. Тоді його подивилося більш як півтора мільйонів глядачів.
- 16 квітня 1951 — Німеччина (ФРН);
- жовтень 1952 — Австрія;
- 2 квітня 1998 — Франція (на відео);
- 20 липня 2006 — Німеччина (на DVD).